# Modibo Sounkalo Keita
Pour les articles homonymes, voir Modibo Keïta et Keita.
Modibo Sounkalo Keita, né en 1948, est journaliste et écrivain malien de langue française.

## Biographie
Né au Mali, Modibo Sounkalo fait ses études en URSS. Il a été réalisateur à Radio-Mali en 1970-71. Il a  fait des études supérieures à Dakar, séjourné en Europe avant de s'installer comme journaliste à Dakar. Il fonde en 1985 Vie meilleure, journal sur la santé préventive .
Journaliste et auteur de nouvelles, il devient internationalement connu par son roman L’Archer bassari, publié en 1984, qui lui vaut le Grand prix littéraire d'Afrique noire en 1985 et le Grand Prix du Syndicat des journalistes et écrivains français.
L'œuvre, qui est l'un des premiers véritables romans policiers d'Afrique subsaharienne francophone, est traduit en néerlandais (De Boogschutter, 1989, par Ernst van Altena). Une adaptation au cinéma en est faite par le réalisateur sénégalais Moussa Yoro Bathily. Le film est une coproduction de Enda Tiers-Monde et de la Nederlandse Omroep Stichting (NOS). Une fois le film terminé, sa sortie a été bloquée par ENDA, qui avait voulu un documentaire, et même la NOS n'a pas pu obtenir sa distribution.
Modibo Sounkalo Keita est établi au Sénégal.

## Œuvre

### Roman policier
L’Archer bassari, Paris, Karthala, coll. « Lettres du Sud », 1984

## Distinctions
1985 : Grand prix littéraire de l'Afrique noire avec L'archer bassari
1985 : Grand prix du Syndicat des journalistes et écrivains français avec L'archer bassari